# Entrenador de Fútbol Finlandés del año
El premio al Entrenador de Fútbol Finlandés del año es un galardón otorgado al mejor entrenador que haya entrenado en Finlandia. Este premio lo otorga la Asociación de Fútbol de Finlandia, desde el año 1981.

## Palmarés
| Año  | Entrenador                   | Equipo                          |
| ---- | ---------------------------- | ------------------------------- |
| 1981 | Simo Syrjävaara              | Selección sub-20 de Finlandia   |
| 1982 | Keijo Voutilainen            | FC Kuusysi                      |
| 1983 | Pertti Lundell               | PPT Pori                        |
| 1984 | Jukka Vakkila                | FC Haka                         |
| 1985 | Martti Kuusela               | Selección de Finlandia          |
| 1986 | Keijo Voutilainen            | FC Kuusysi                      |
| 1987 | Jyrki Heliskoski             | HJK Helsinki                    |
| 1988 | Tommy Lindholm               | TPS Turku                       |
| 1989 | Antti Muurinen               | FC Kuusysi                      |
| 1990 | Martti Kuusela               | HJK Helsinki                    |
| 1991 | Hannu Touru                  | FF Jaro                         |
| 1992 | Jari-Pekka Keurulainen       | HJK Helsinki                    |
| 1993 | Jussi Ristimäki              | FC Jazz                         |
| 1994 | Pertti Lundell               | TPV Tampere                     |
| 1995 | Jukka Vakkila                | FC Haka                         |
| 1996 | Juha Malinen                 | TPS Turku                       |
| 1997 | Antti Muurinen               | HJK Helsinki                    |
| 1998 | Antti Muurinen               | HJK Helsinki                    |
| 1999 | Keith Armstrong              | FC Haka                         |
| 2000 | Keith Armstrong              | FC Haka                         |
| 2001 | Ari Hjelm                    | Tampere United                  |
| 2002 | Olli Huttunen                | FC Haka                         |
| 2003 | Keith Armstrong              | HJK Helsinki                    |
| 2004 | Michael Käld                 | Selección femenina de Finlandia |
| 2005 | Michael Käld                 | Selección femenina de Finlandia |
| 2006 | Ari Hjelm                    | Tampere United                  |
| 2007 | Ari Hjelm                    | Tampere United                  |
| 2008 | Markku Kanerva               | Selección sub-21 de Finlandia   |
| 2009 | Antti Muurinen               | HJK Helsinki                    |
| 2010 | Antti Muurinen               | HJK Helsinki                    |
| 2011 | Antti Muurinen               | HJK Helsinki                    |
| 2012 | Andrée Jeglertz              | Selección femenina de Finlandia |
| 2013 | Pekka Lyyski                 | IFK Mariehamn                   |
| 2014 | Mika Lehkosuo                | HJK Helsinki                    |
| 2015 | Simo Valakari                | SJK Seinäjoki                   |
| 2016 | Peter Lundberg Kari Virtanen | IFK Mariehamn                   |
| 2017 | Mika Lehkosuo                | HJK Helsinki                    |
| 2018 | Toni Koskela                 | RoPS Rovaniemi                  |
| 2019 | Markku Kanerva               | Selección de Finlandia          |
| 2020 | Toni Koskela (2)             | HJK Helsinki                    |
| 2021 | Toni Koskela (3)             | HJK Helsinki                    |
| 2022 | Toni Koskela (4)             | HJK Helsinki                    |
| 2023 | Jussi Nuorela                | VPS                             |
| 2024 | Jani Honkavaara              | KuPS                            |